# Zlatna palma
Zlatna palma (fr. Palme d'Or) je ime najprestižnije nagrade koja se dodeljuje jednom godišnje na filmskom festivalu u Kanu u Francuskoj.

## Pravila
Svake godine se u maju održava festival na kome se u bioskopu prikazuje 20-ak nominovanih filmova. Nakon toga žiri, sastavljen svake godine od različitih filmskih ličnosti, odlučuje o dodeli nagrada za najbolje glumice, glumce, režisere, scenarija, velike nagrade žirija te glavne nagrade, Zlatne palme.
Po dva puta su Zlatnu palmu osvojili za sada samo Alf Sjoberg (Alf Sjöberg), Frensis Ford Kopola (Francis Ford Coppola), Šohei Imamura (今村 昌平, Imamura Shōhei), Emir Kusturica, Bille August te braća Luk i Žan Pjer Darden (Luc i Jean-Pierre Dardenne). Džejn Kempion (Jane Campion) je za sada jedina žena koja je ikada osvojila Zlatnu palmu.

### Počasne „Zlatne palme”
Počasne "Zlatne palme" su ustanovljene kao nagrade "važnim filmadžijama", koji nikada nisu dobile nagradu, a za njihov doprinos svetskoj kinematografiji, kao što su Vudi Alen i Klint Istvud. Italijanski režiser Bernardo Bertoluči dobiо је počasnu "Zlatnu palmu" na otvaranju festivala 2011, а francuski glumac Alen Delon, dobitnik je počasne Zlatne palme na Filmskom festivalu u Kanu 2019.
Portugalskom režiseru Manoelu de Oliveiri na filmskom festivalu Kanu 2008. godine dodeljena je Zlatna palma za životno delo.

## Istorija
Prvi festival održan je 1939. godine kao protivteža venecijanskom filmskom festivalu koji je bio previše naklonjen Benitu Musoliniju, a drugi tek sedam godina kasnije, 1946. Nagradu je veće organizatora festivala uvelo 1955. godine, preimenovanjem dotadašnje nagrade Grand Prix du Festival international du film (Grand Prix kanskog festivala danas se dodeljuje kao zasebna nagrada, manjeg značaja od Zlatne palme).
Danas se Zlatna palma smatra jednom od najcenjenijih filmskih nagrada filmske industrije.

## Izgled Zlatne palme
Od 1946. do 1955. godine, dodeljivana je nagrada Grand Prix, a onda je upravni odbor raspisao takmičenje među zlatarima da se palma sa grba Kana pretvori u nagradu. Od tada je dizajn grančice palme prošao kroz mnoge promene.
Zlatna palma leži na kristalnom jastuku u obliku dijamanta, teškog jedan kilogram. Nagrada je unikatna, jer se svake godine izrađuje od drugog kristala. Grana je blago zaobljena, sa stabljikom ukrašenom sа 19 palminih listova, ručno se izrađuje. Sadrži 118 grama 18-karatnog zlata i u osnovi je u obliku srca. Juvelirnica Šopar je izabrala dve zanatske radionice u pustinji Atakama u Čileu za izradu nagrade. Zanatlije prave kalupe za zlatni deo nagrade, izlivaju zlato koji kasnije poliraju i učvršćuju za kristal koji dolazi iz Nemačke. Nagradu izrađuje sedam juvelira kojima je za to potrebno najmanje 40 sati intenzivnog rada.
2017. godine Šopar je kreirao unikatnu Zlatnu palmu optočenu dijamantima za proslavu dugogodišnje suradnje i 70-te godišnjice festivala. Nagrada koja ima 118 grama čistog zlata ove godine јe imala i 167 sitnih dijamanata od 0,694 karata.

## Spoljašnje veze
- Festival-Cannes.com Архивирано на веб-сајту  (27. септембар 2007)
- IMDb - popis svih pobednika Архивирано на веб-сајту  (11. април 2010)